# Estadio Ferroviario

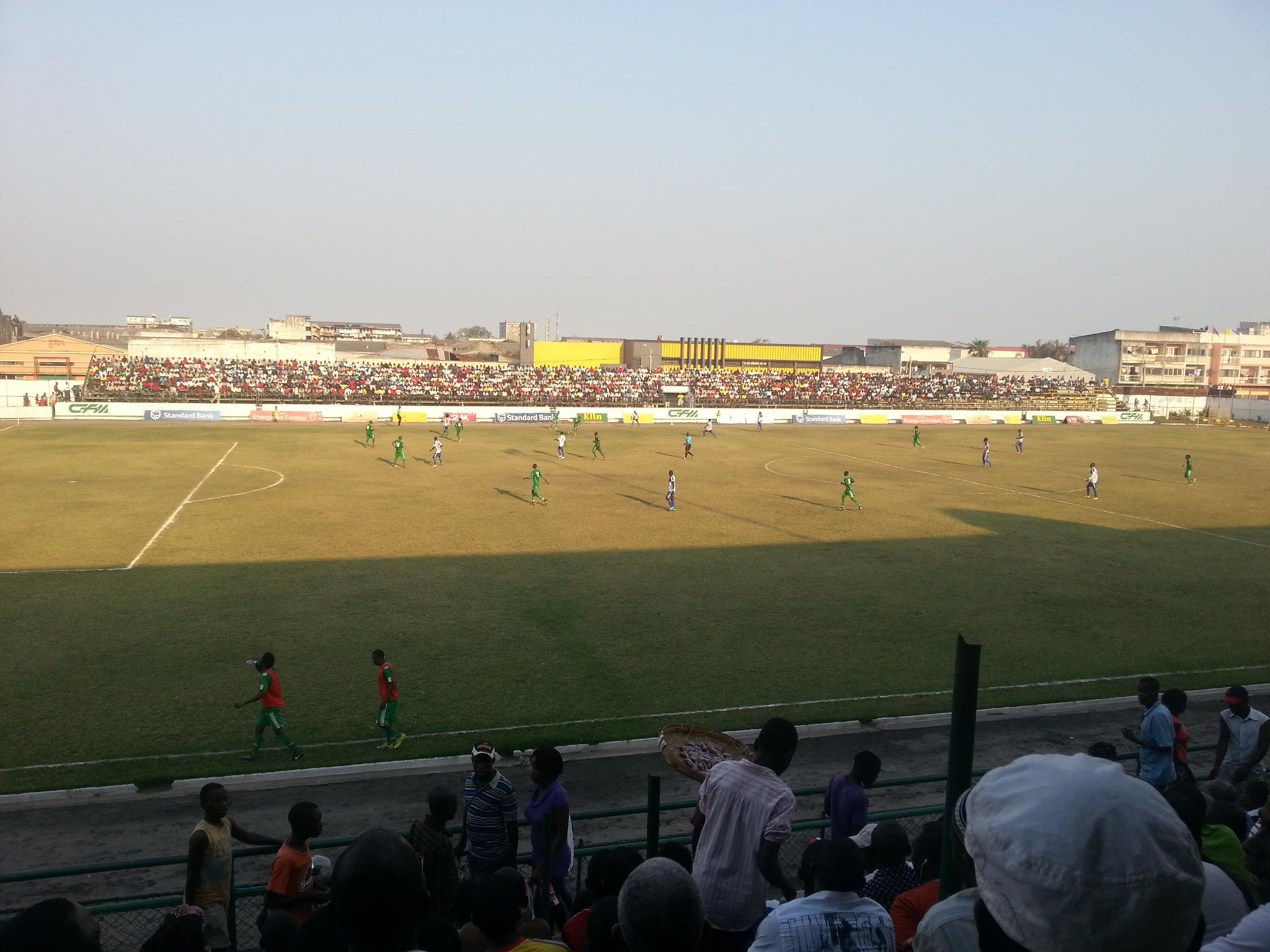
El estadio en 2012.

El Estadio Ferroviario es un estadio multipropósito en Beira, Mozambique.  Es actualmente utilizado mayoritariamente para partidos de fútbol y es el estadio donde juega de local el Clube Ferroviário da Beira.  El estadio tiene una capacidad para 7.000 personas.